# Tania Mallet
Tania Mallet, född 19 maj 1941 i Blackpool i England, död 30 mars 2019 i Margate i Kent, var en brittisk skådespelare och fotomodell.

## Biografi
Tania Mallet började arbeta som fotomodell redan som 16-åring efter att ha gått på Lucy Clayton's School of Modelling och blev en av branschens mest framgångsrika och efterfrågade modeller under 1960-talet.
När Albert R. Broccoli, en av Bondfilmernas producenter, fick en bild på Mallet i bikini skickad till sig erbjöds hon att provfilma för rollen som Tatiana Romanova i Agent 007 ser rött (1963), men rollen kom att spelas av italienska Daniela Bianchi. 
Tania Mallet var mest känd för sin enda stora filmroll: Tilly Masterson i Goldfinger (1964). I Goldfinger var Mallets rollfigur Tilly Masterson ute efter att hämnas sin syster Jill Masterson, spelad av Shirley Eaton, som mördats av skurken Goldfinger. Systern Jills guldmålade kropp är en av filmhistoriens mest kända ikoner. Tilly går nästan ett lika känt öde till mötes när Goldfingers hantlangare Oddjob kastar sin livsfarliga hatt efter henne.
Tania Mallet fortsatte inte sin filmkarriär utan gick tillbaka till modellyrket. Den främsta anledningen var den dåliga lönen hon fick. Hon erbjöds 50 pund i veckan för Goldfinger men förhandlade upp till 150 pund. Som modell tjänade hon 2000 pund i veckan, så hon tyckte att hon helt enkelt inte hade råd att jobba i filmindustrin. Hon har kommenterat det med: "If you're only going to make one movie in life, then why not Goldfinger?".
Tania Mallet levde i Storbritannien med sin andra make och dök regelbundet upp på olika James Bond-event. Hon var kusin med skådespelaren Helen Mirren.